# NGC 915
NGC 915 је лентикуларна галаксија у сазвежђу Ован која се налази на NGC листи објеката дубоког неба.
Деклинација објекта је + 27° 13' 18" а ректасцензија 2h 25m 45,5s. Привидна величина (магнитуда) објекта NGC 915 износи 14,2 а фотографска магнитуда 15,2. NGC 915 је још познат и под ознакама MCG 4-6-33, CGCG 483-41, NPM1G +26.0063, PGC 9232.